# The Fall (televisieserie)
The Fall is een Britse televisieserie die gecreëerd werd door Allan Cubitt en geregisseerd door Jakob Verbruggen, met in de hoofdrol Gillian Anderson als detective superintendant Stella Gibson die in Belfast op zoek gaat naar een seriemoordenaar. Het eerste seizoen bestaat uit vijf afleveringen en werd vanaf 12 mei 2013 uitgezonden op de Ierse televisiezender RTÉ One, vanaf 13 mei 2013 op de Britse zender BBC Two, vanaf 19 september 2013 in Vlaanderen op Vitaya en vanaf 14 maart 2015 in Nederland bij de KRO. In 2014 werd het tweede seizoen van zes afleveringen voltooid. Het derde seizoen werd gefilmd in 2015/2016 en uitgezonden in het najaar van 2016.

## Verhaal
Detective superintendant Stella Gibson van de Metropolitan Police wordt naar Belfast gestuurd nadat de Noord-Ierse politie geen doorbraak kon forceren in enkele onopgeloste moordzaken. Net na haar aankomst in Belfast maakt Paul Spector, therapeut, echtgenoot en vader van twee kinderen, zijn volgende slachtoffer.

## Rolverdeling

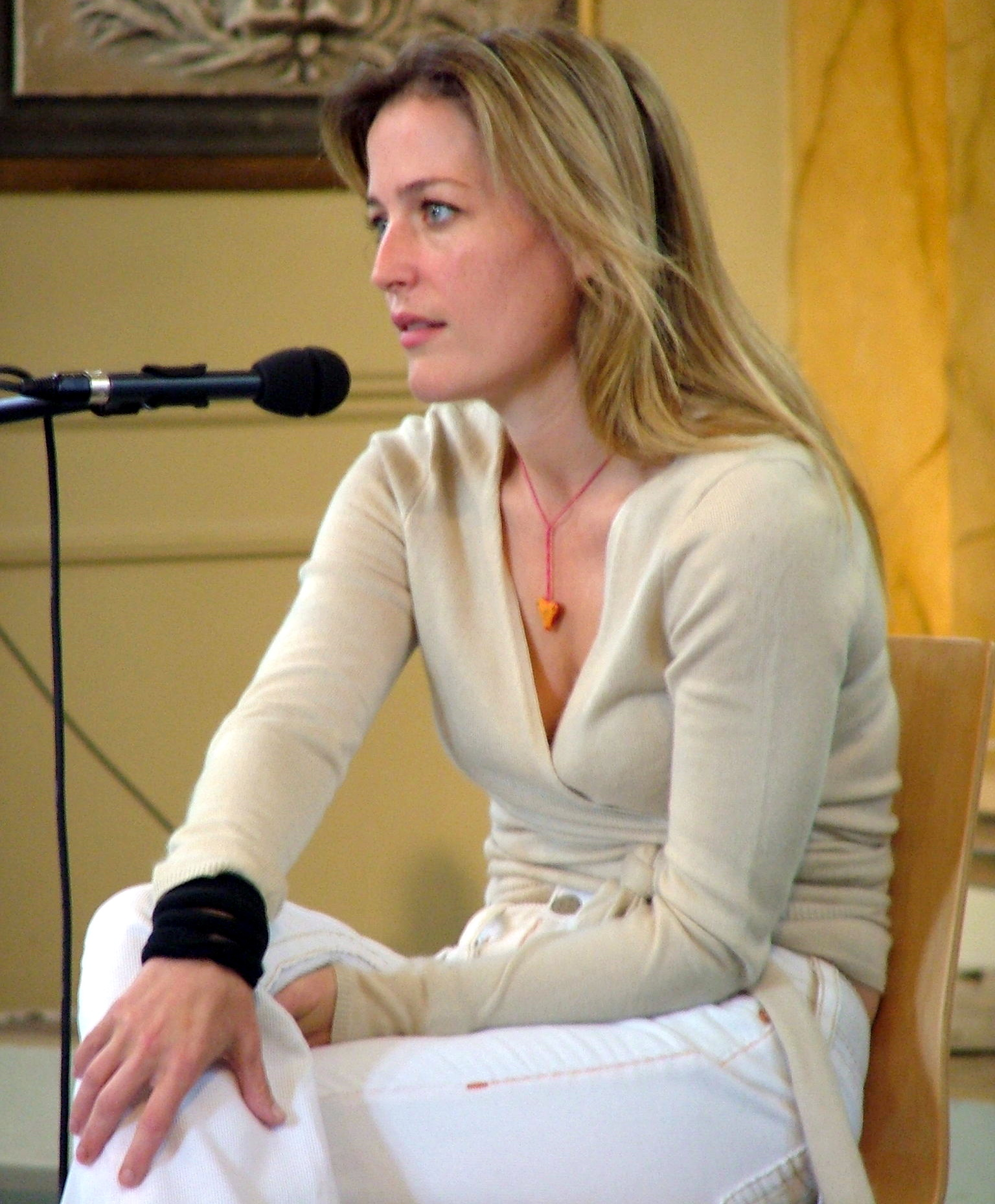
Gillian Anderson speelt de rol van Stella Gibson

- Gillian Anderson als Stella Gibson
- Jamie Dornan als Paul Spector
- Laura Donnelly als Sarah Kay
- Gerard McCarthy als Kevin McSwain
- Archie Panjabi als Tanya Reed Smith
- Gerard Jordan als Brian Stone
- Niamh McGrady als Danielle Ferrington
- Bronagh Waugh als Sally-Ann Spector
- John Lynch als Jim Burns
- Frank McCusker als Garrett Brink
- Séainín Brennan als Liz Tyler
- Brian Milligan als James Tyler
- Simon Delaney als Jerry McIlroy
- Lisa Hogg als Marion
- Joanne Crawford als Joan Jennings
- Paul Kennedy als Stephen Jennings
- Karen Hassan als Annie Brawley
- Aisling Franciosi als Katie
- Siobhan McSweeney als Mary McCurdy
- Emmett Scanlan als Glen Martin
- Ben Peel als James Olson
- Michael McElhatton als Rob Breedlove
- Nick Lee als Ned Callan
- Michael Colgan als Sheldon Schwartz
- Chris Corrigan als Bill Nash
- Jill Crawford als Alison O'Brien
- Ekaterina de Rossi als Officer Mary Shangshu
- Stuart Graham als Matt Eastwood
- Johnny Hamilton als Constable Simon Lamont
- B.J. Hogg als Ian Kay
- Valene Kane als Rose Stagg
- Lucy McConnell als Angelica
- Ian McElhinney als Morgan Monroe
- Brenda McNeill als Newsreader
- Andy Moore als Terry McInturff
- Faolan Morgan als Dr. Grimes
- Eugene O'Hare als Aaron Monroe
- Patrick O'Kane als Charles Chandler
- Judith Roddy als Andi Manson